# Excidobates mysteriosus
Excidobates mysteriosus – gatunek płaza bezogonowego z rodziny drzewołazowatych (Dendrobatidae). Endemit Peru. Zagrożony wyginięciem. Bywa hodowany w terrariach.

## Taksonomia
Gatunek ten został opisany w 1982 roku przez Charlesa Williama Myersa pod nazwą Dendrobates mysteriosus. Holotyp – prawie dorosła samica – został odłowiony w lipcu 1929 roku w pobliżu Santa Rosa w górnym dorzeczu rzeki Marañón. Gatunek został ponownie odkryty w 1989 roku, 60 lat po pozyskaniu holotypu. W 2008 roku Twomey i Brown w oparciu o badania genetyczne umieścili gatunek w nowo opisanym rodzaju Excidobates jako jego gatunek typowy.

## Występowanie

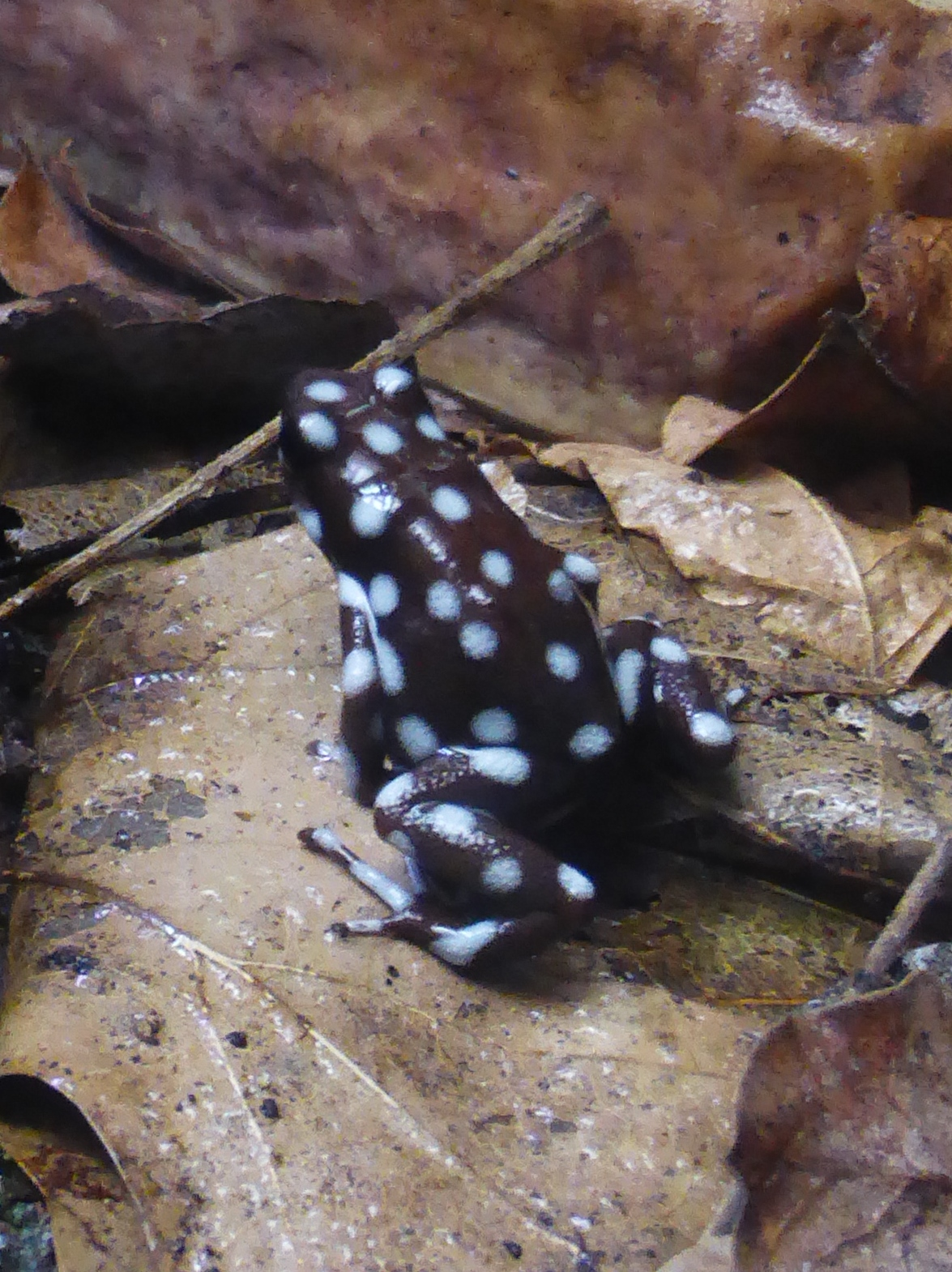
Osobnik w terrarium

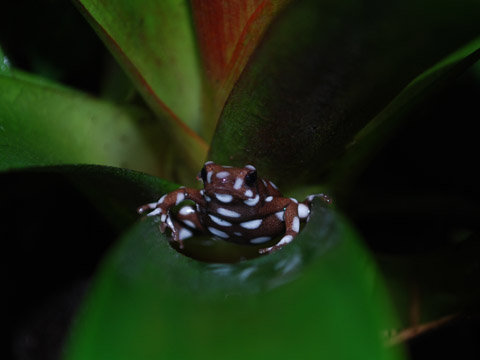
Excidobates mysteriosus na roślinie z rodziny bromeliowatych

Płaz bardzo rzadki, widywany jedynie w pobliżu miejscowości Santa Rosa i dorzeczu Marañón w paśmie górskim Cordillera del Cóndor w północno-zachodnim Peru. Dorosłe osobniki widziane w wyżynnych lasach deszczowych, w koronach drzew, od 950 do 1200 m n.p.m. Temperatura w dzień sięgać może tam do 37 °C, natomiast nocą nie przekracza 15 °C; wilgotność w nocy osiąga 100%.

## Morfologia
Długość ciała od 22 do 29 mm. Ubarwienie czekoladowe lub czarne. Skóra lekko chropowata. Na ciele znajdują się białe (lub kremowe) plamki, które występują na palcach oraz udach i nierzadko łączą się w większe łaty. 

## Ekologia i zachowanie

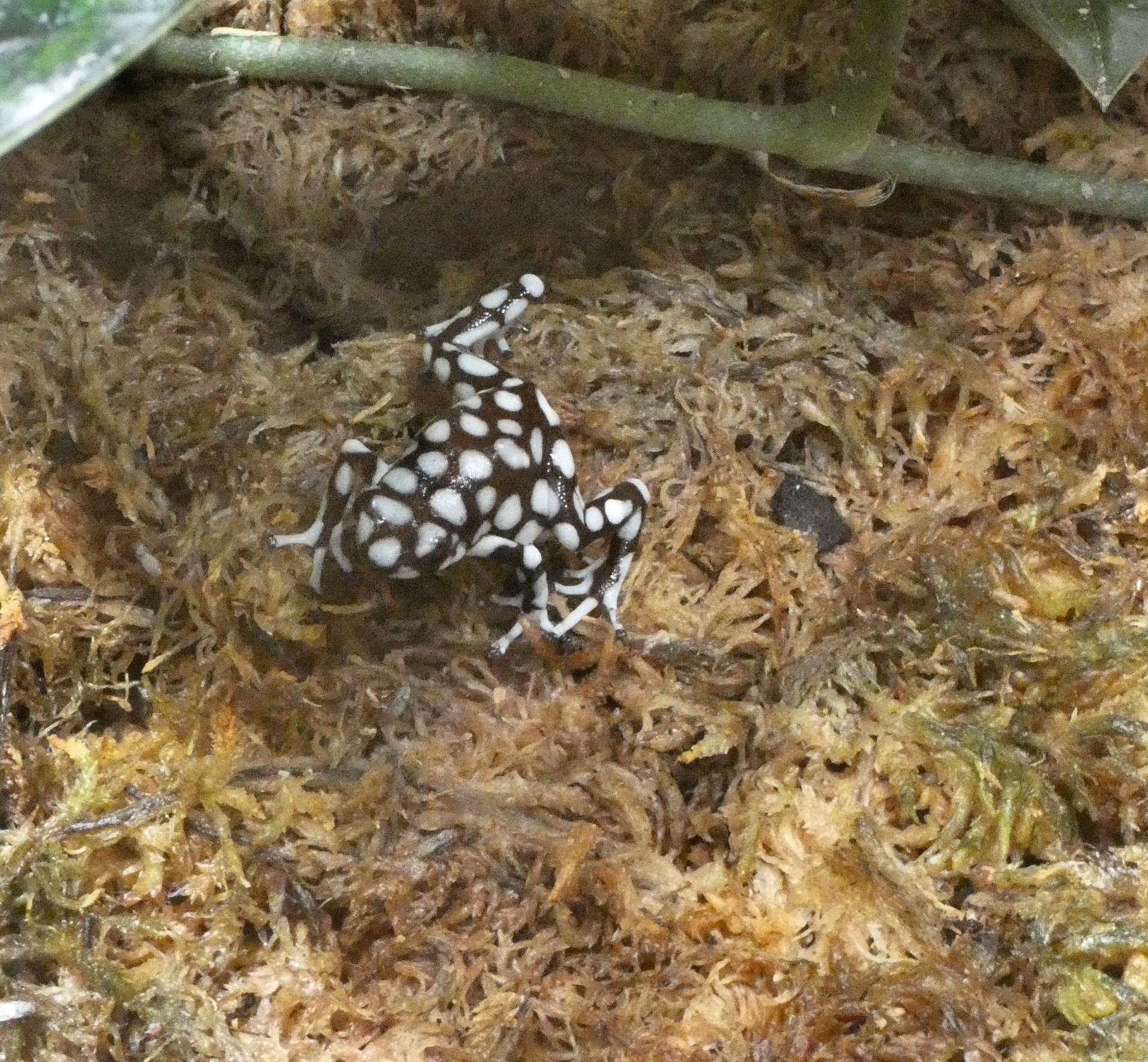
Osobnik w niemieckim zoo

Drapieżnik; pożywia się głównie małymi owadami (muszki owocówki), stonogami i pająkami. Wtedy to najczęściej schodzi na dno lasu. W przypadku hodowli dietę należy suplementować minerałami i witaminami specjalnymi dla płazów.
Niezależnie od wieku Excidobates mysteriosus przebywa blisko roślin z rodziny bromeliowatych, które gromadzą ogromne ilości wody. Młode osobniki często żyją w małych stadach. Dorosłe osobniki występują (samce najczęściej) zwykle na zewnątrz liści. Samce w wieku 8–11 miesięcy odzywają się głośnym, przypominającym grzechotkę bzyczeniem. Są wtedy bardzo terytorialne i urządzają tzw. pojedynki na głos, a jeśli to nie wystarczy, próbują walczyć fizycznie; jeden z nich musi zostać przyłożony do ziemi. Następnie przegrany będzie przeganiany przez gospodarza z terytorium, dopóty, dopóki nie opuści terytorium zwycięzcy. Po tym samica składa skrzek, którego ziarenko ma średnicę 2 mm (u drzewołazowatych nie występuje ampleksus). Samiec następnie opiekuje się skrzekiem i kijankami, które przenosi po wykluciu do niewielkich zbiorników wodnych uformowanych na liściach bromeliowatych. Jeśli odbierze się skrzek parze, zaczną rozmnażać się ponownie. Po metamorfozie młode żabki mają ok. 6 mm i są wtedy łatwo podatne na stres. W terrarium zatem trzeba zapewnić liczne kryjówki lub baseniki z wodą. W niewoli drzewołaz ten nie jest jadowity, gdyż nie zjada roztoczy i owadów, które dostarczają mu toksyny.

## Status
Międzynarodowa Unia Ochrony Przyrody uznaje Excidobates mysteriosus za gatunek zagrożony wyginięciem.
Płaz chętnie hodowany jako zwierzę domowe, ponadto zagrażają mu wycinka lasów i zamienianie ich w pola uprawne. Przed zakupem trzeba uzyskać formularz, który informuje o legalności zakupu i hodowli, oraz powinno zarejestrować płaza w odpowiednim urzędzie, natomiast przy rozmnożeniu powiadomić lekarza weterynarii.